# 1987 في الفلبين
فيما يلي قوائم الأحداث التي وقعت خلال عام 1987 في الفلبين.

## سياسة

### تعيين في المنصب
- 30 يونيو – إدغاردو عنجرة عضو مجلس الشيوخ الفلبيني ‏.
- 30 يونيو – جوزيف استرادا عضو مجلس الشيوخ الفلبيني ‏.
- 27 يوليو – جوفيتو سالونغا رئيس مجلس الشيوخ في الفلبين [الإنجليزية]‏.
- 15 أغسطس – خوان بونس إنريل عضو مجلس الشيوخ الفلبيني ‏.

## مواليد

### يناير
- 10 يناير – ميثاق بهادران لاعب كرة قدم فلبيني-إيراني.
- 18 يناير – جون ويلسون لاعب كرة سلة فلبيني.

### فبراير
- 25 فبراير – جاي رييس لاعب كرة سلة فلبيني.

### مايو
- 5 مايو – ريتشي ميبرانوم ملاكم فلبيني.

### يونيو
- 1 يونيو – جون سانتوس ممثل فلبيني.
- 15 يونيو – نونوي باكلاو لاعب كرة سلة فلبيني.
- 18 يونيو – فيك مانويل لاعب كرة سلة فلبيني.

### أغسطس
- 17 أغسطس – باولو سيرانو ممثل فلبيني.

### سبتمبر
- 18 سبتمبر – ألين ماليكسي لاعب كرة سلة فلبيني.

### أكتوبر
- 1 أكتوبر – توم رودريغيز
- 16 أكتوبر – سيلفستر لوبيز ملاكم فلبيني.
- 17 أكتوبر – بيا ألونزو ممثلة فلبينية.
- 22 أكتوبر – جيد لوبيز عارضة فلبينية.

### نوفمبر
- 4 نوفمبر – سيسو موراليس ملاكم فلبيني.

## وفيات

### مارس
- 4 مارس – رافاييل إم. سالاس (مواليد 1928) دبلوماسي فلبيني.